# Dodécylbenzènesulfonate de sodium
Le dodécylbenzènesulfonate de sodium représente une série de composés organiques de formule C12H25C6H4SO3Na. Il s'agit d'un sel doté de propriétés tensioactives. C'est un composant majeur de nombreux détergents.

## Isomérie de position
L'acide alkylbenzène sulfonique linéaire est le tensioactif synthétique le plus produit. Les isomères branchés (ramifiés) sont minoritaires et moins utilisés parce qu'ils se biodégradent trop lentement.
Exemples d'isomères :

Structure du 4-(5-dodécyl) benzènesulfonate de sodium, un dodécylbenzènesulfonate linéaire
4-(4-Dodécyl) benzènesulfonate de sodium, un isomère linéaire
Un dodécylbenzènesulfonate de sodium branché

## Produits commerciaux
Les produits commerciaux sont des mélanges complexes d'alkylbenzènesulfonates dont la longueur de la chaîne alkyle varie en général de C10 à C14, avec une moyenne de C12.
Des millions de tonnes d'alkylbenzènesulfonates de sodium sont produites annuellement.

## Biodégradabilité et cinétique environnementale
Bien étudiée ,, elle dépend beaucoup de l’isomérisation (ramification) qui modifie aussi grandement sa toxicité. 
Le sel du matériau linéaire a une DL50 de 2,3 mg/L pour le poisson, ce qui en fait une molécule environ quatre fois plus toxique que le même composé ramifié ; Cependant, le composé linéaire se biodégrade beaucoup plus rapidement, ce qui en fait peut-être à long terme le choix le plus sûr. 

Ce composé est biodégradé rapidement en condition aérobie (sa demi-vie est alors d'environ 1 à 3 semaines); la dégradation par oxydation commence au niveau de la chaîne alkyle. Inversement, en conditions anaérobies (dans le sédiment vaseux par exemple), il ne se dégrade que très lentement, voire pas du tout, ce qui peut conduire à une persistance à des taux élevées dans les boues d’épuration, ce qui n'est généralement pas considéré comme très préoccupant, car ces boues sont destinées à être fragmentées lors de leur retour au sol (la matière est alors en environnement aérobie, favorable à la biodégradation du Dodécylbenzènesulfonate de sodium.